# Ulstein Group

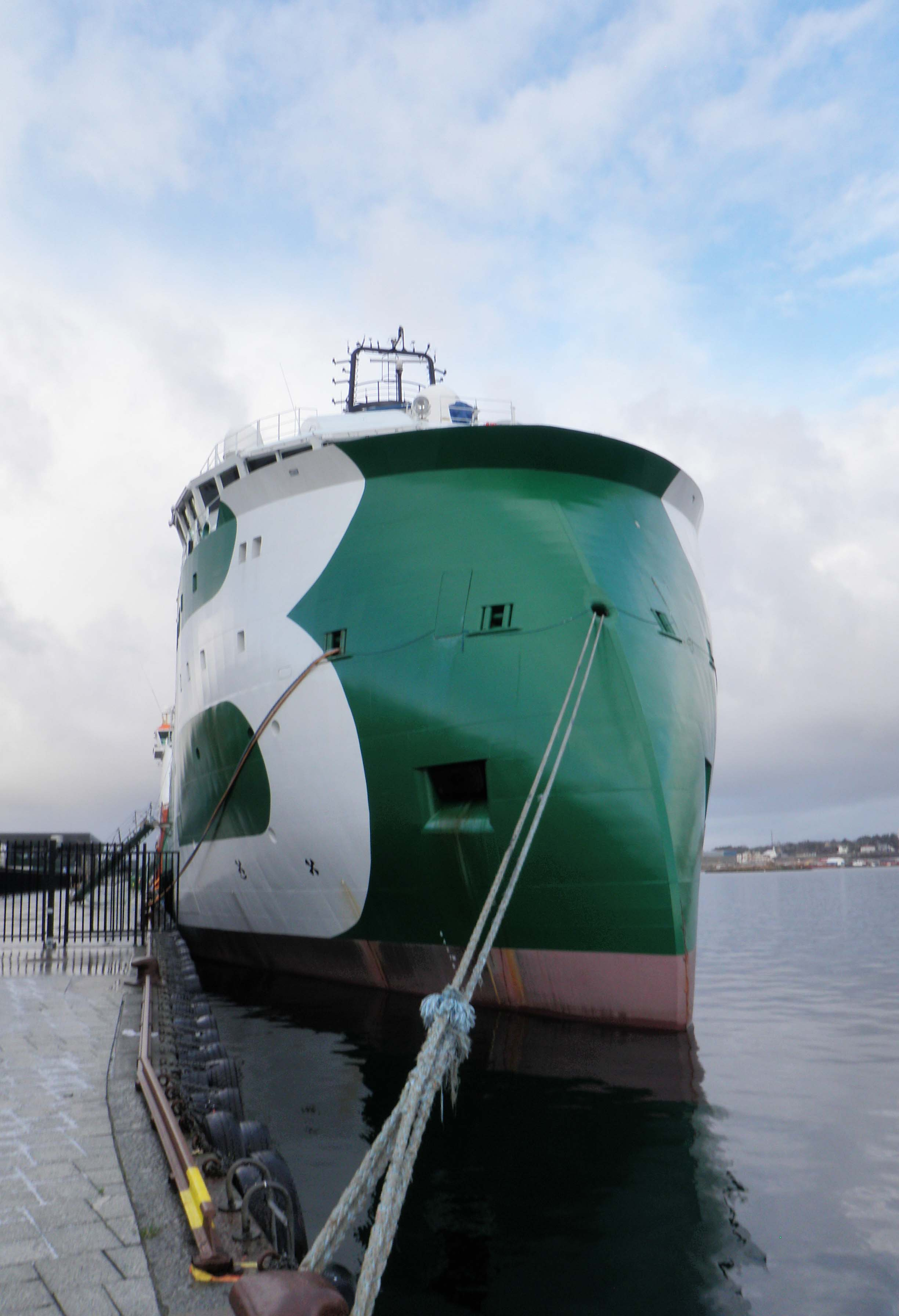
Arbetsbåten för ankringshantering Bourbon Orca, byggd 2005, den första båten från Ulstein Group med inverterad stäv, norska Skipsrevyens "Ship of the Year 2006"

Ulstein Group ASA är ett norskt, familjeägt skeppbyggnadsföretag.

## Historik
Företaget grundades 1917 av mekanikern Martin Ulstein (1893–1948) och hans svåger Andreas Flø som Ulstein Mekaniske Verksted. Den hade sin marknad i omläggningen från segel till motordrift av den norska fiskeflottan. Martin Ulsteins äldste son, Magnulf Ulstein, tog över ledningen 1948 och efterträddes av sin yngste bror Idar Ulstein från mitten av 1960-talet.  
Varvet byggde 1957 sin första stålbåt, den 23,8 meter långa färjan "Torulf" för tio bilar och 99 passagerare för den lokala traden Toirvik–Ulsteinvik. År 1964 byggdes den 65,5 meter långa passagerarfärjan M/S Poseidon för Stena Line på traden Göteborg–Fredrikshavn.
År 1974 köptes grannvarvet Hatlø Verksted i Ulsteinvik. Ulstein Group köpte dieselmotor- och däcksmaskintillverkaren BMV Maskin AS i Bergen (numera Bergen Engines) 1985. Tillsammans med andra uppköp ledde detta till att koncernen under 1990-talet hade över 4.000 anställda och en omsättning på över fyra miljarder norska kronor. Ulstein börsnoterades 1997 och köpte den amerikanska propellertillverkaren Bird Johnson Co. Inc. 1998.
Ulsteinföretagen, med undantag av varvsdelen, såldes till brittiska Vickers plc 1999 (och ingår numera i Rolls Royce Marine Systems AG). Varvsdelen fortsatte, lokaliserad till Hatlø Verfts tidigare fabriksområde på Osneneset i Ulsteinvik, som (nya) Ulstein Group ASA under ägandeskap av medlemmar av familjen Ulstein och med Idar Ulstein som chef. 
Företaget utvecklar egna fartygskonstruktioner, bland annat 2005 en patenterad inverterad stäv, marknadsförd som "X-bow".

## Verksamhet
Ulstein Verft AS i Ulsteinvik bygger fartyg, numera framför allt supplyfartyg för olje- och gasutvinningen till havs.
Ingenjörsföretaget Ulstein Design & Solutions AS, bildat 2000, ligger i Ulsteinvik, och ritar fartyg för det egna varvet och för externa kunder.
Tillverkande dotterbolag finns bland annat i Polen, Ningbo i Kina och Rio de Janeiro i Brasilien.

## Bildgalleri

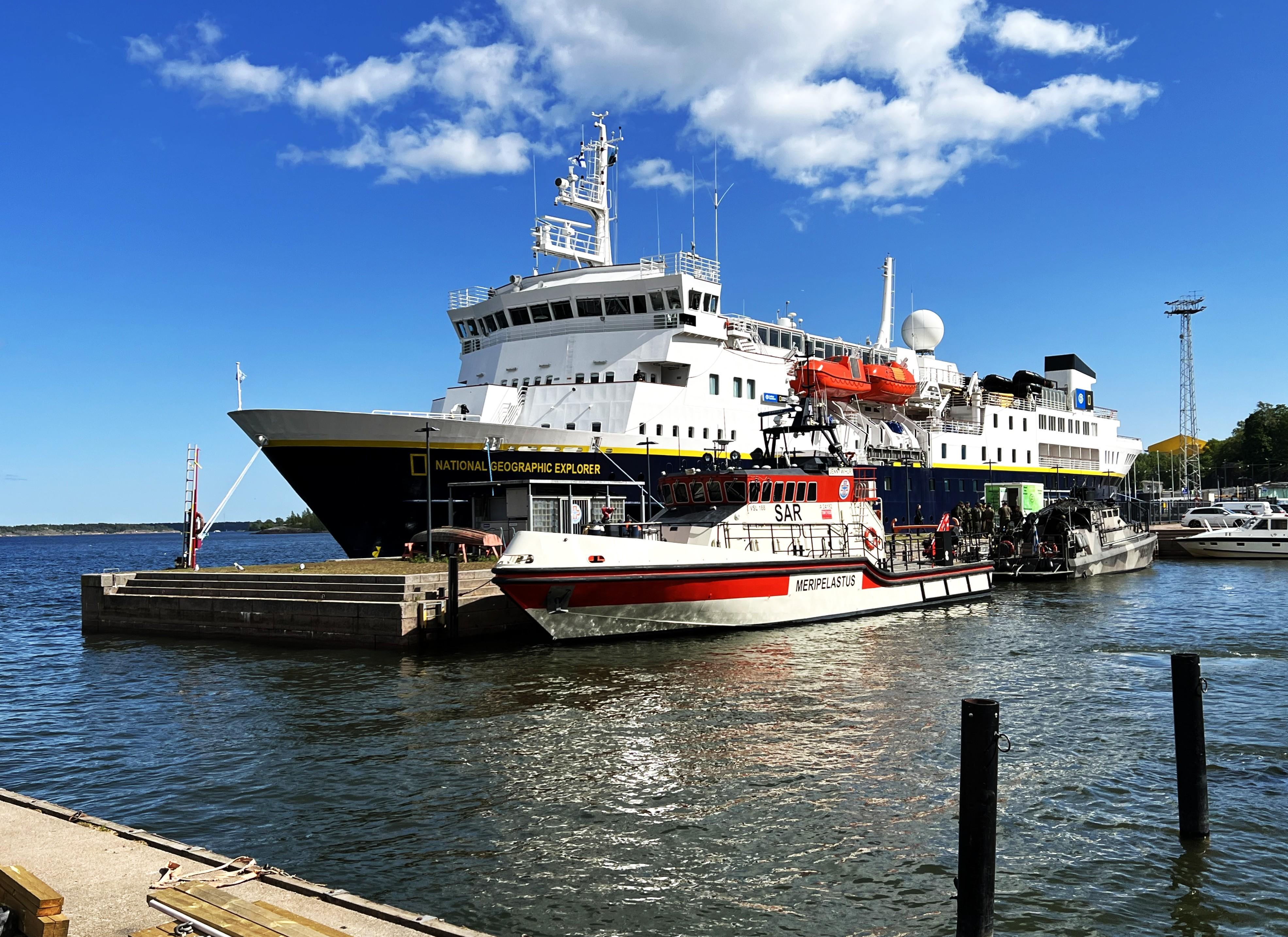
M/S National Geographic Explorer vid Packhuskajen i Södra hamnen i Helsingfors, nära Gamla Saluhallen. I förgrunden Estbassängen med bland andra Rescue Jenny Wihuri, 2023.
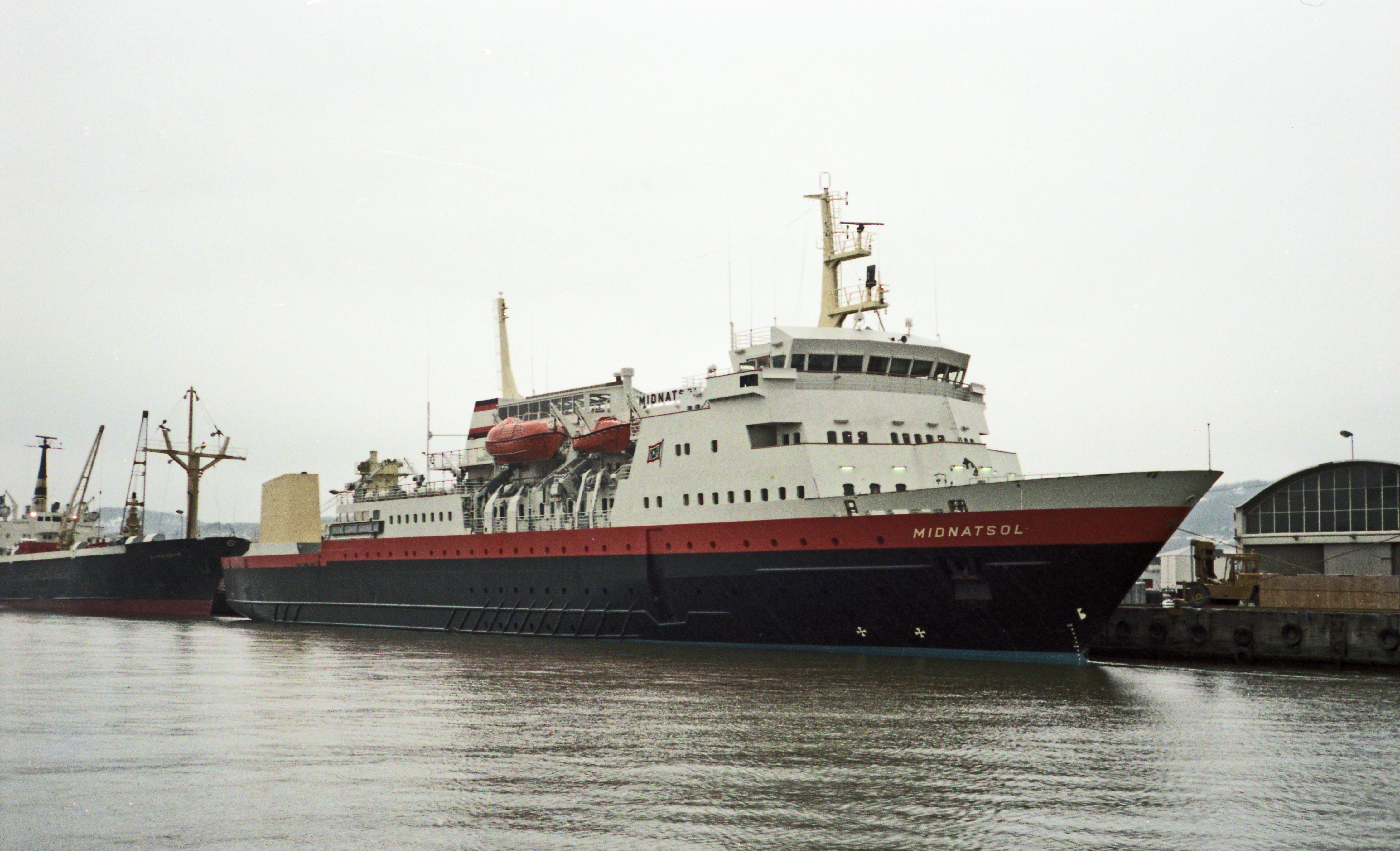
M/S Midnatsol (senare M/S Lyngen, senare M/S National Geographic Explorer), byggd 1982 på Ulstein Hatlø Verft.
M/V Edda Freya, byggd 1991 på Ulstein Hatlø Verft.
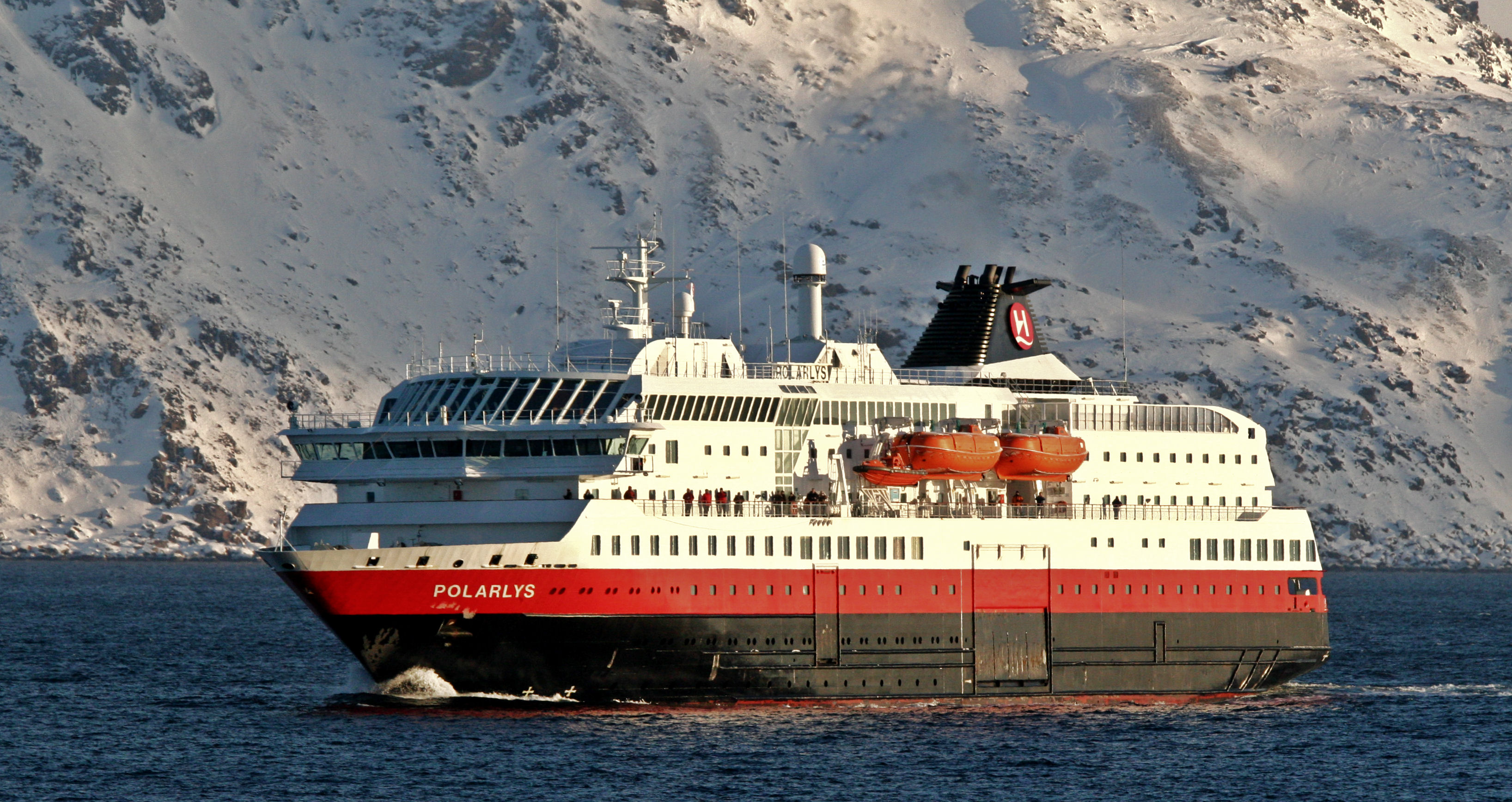
M/S Polarlys, byggd 1996, fotograferad mellan Havøysund och Hammerfest.
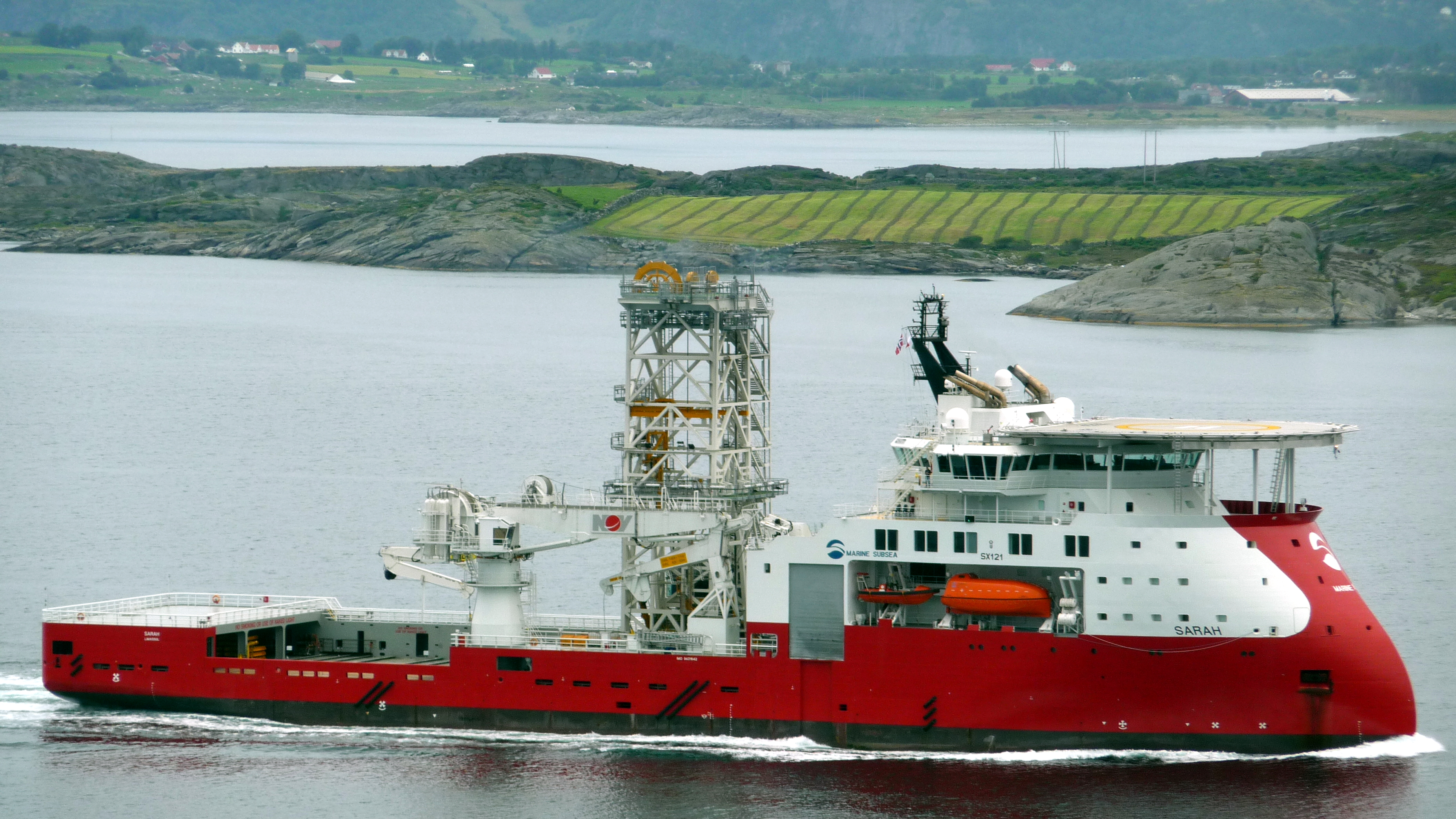
M/V Sarah, numera M/V Skandi Constructor, med inverterad stäv av typ X-bow, byggd 2009.
- CLV Nexans Aurora, ett kabelläggningsfartyg byggt 2021.